# Хуан Карлос Корассо
Хуан Карлос Корассо (ісп. Juan Carlos Corazzo, нар. 14 грудня 1907, Монтевідео — пом. 12 січня 1986) — уругвайський футболіст, що грав на позиції півзахисника. По завершенні ігрової кар'єри — тренер.
Виступав, зокрема, за клуб «Індепендьєнте» (Авельянеда), а також національну збірну Уругваю.

## Клубна кар'єра
Народився 14 грудня 1907 року в місті Монтевідео. Вихованець юнацьких команд футбольних клубів "Монтевідео Вондерерс та mocracia
 «Монтевідео Вондерерс».
У дорослому футболі дебютував 1925 року виступами за команду клубу «Суд Америка», в якій провів шість сезонів.
Протягом 1931—1931 років захищав кольори команди клубу «Расинг» (Авельянеда).
1931 року перейшов до клубу «Індепендьєнте» (Авельянеда), за який відіграв 6 сезонів. Більшість часу, проведеного у складі «Індепендьєнте», був основним гравцем команди. Завершив професійну кар'єру футболіста виступами за команду «Індепендьєнте» (Авельянеда) у 1937 році.

## Виступи за збірну
1928 року дебютував в офіційних матчах у складі національної збірної Уругваю. Протягом кар'єри у національній команді, яка тривала усього 1 рік, провів у формі головної команди країни 2 матчі.
У складі збірної був учасником Чемпіонату Південної Америки 1959 року в Еквадорі, здобувши того року титул континентального чемпіона, чемпіонату світу 1962 року у Чилі, Чемпіонату Південної Америки 1967 року в Уругваї, здобувши того року титул континентального чемпіона.

## Кар'єра тренера
Розпочав тренерську кар'єру, повернувшись до футболу після тривалої перерви, 1955 року, очоливши тренерський штаб клубу Уругвай.
1959 року став головним тренером команди Уругвай, тренував збірну Уругваю два роки.
Згодом протягом 1962—1964 років очолював тренерський штаб клубу Уругвай.
Останнім місцем тренерської роботи був клуб Уругвай, головним тренером команди якого Хуан Карлос Корассо був протягом 1967 року.
Помер 12 січня 1986 року на 79-му році життя.

## Статистика виступів

### Статистика виступів за збірну
| Дата      | Місто     | Господарі | Результат | Гості   | Турнір           | Голи | Примітки |
| --------- | --------- | --------- | --------- | ------- | ---------------- | ---- | -------- |
| 15-8-1928 | Асунсьйон | Парагвай  | 3 – 1     | Уругвай | товариський матч | -    |          |
| 19-8-1928 | Асунсьйон | Парагвай  | 1 – 1     | Уругвай | товариський матч | -    |          |
| Усього    |           | Матчів    | 2         |         | Голів            | 0    |          |

## Титули і досягнення

### Як тренера
- Чемпіон Південної Америки: 1959 (Еквадор), 1967